# Martí Vergés i Massa
Martí Vergés i Massa   (Vidreres, 8 de març de 1934 - Viladecans, 17 de febrer de 2021) fou un destacat futbolista català dels anys 60.

## Trajectòria esportiva
Va jugar dues temporades al Vidreres, al Barcelona Aficionats, Espanya Industrial (amb el qual assolí l'ascens a primera divisió) i al primer equip del FC Barcelona entre 1956 i 1966 amb el qual disputà 372 partits i marcà 43 gols.
Va jugar com a titular la final de la Copa d'Europa de 1961, que el Barça va perdre contra el Benfica per 2 a 3 al Wankdorf Stadium de Berna, la primera final de la Copa d'Europa que jugava el Barça.
Fou 12 cops internacional A, 4 B i 1 olímpic amb la selecció espanyola, amb la qual disputà la Copa del Món de Xile 62, on jugà dos partits contra Mèxic i el Brasil. Jugava de centrecampista i interior. També va ser internacional amb la selecció catalana.
Es va retirar en acabar la temporada 1965-1966, quan tenia 32 anys i encara era titular indiscutible. El 2015 va ser homenatjat per la institució blaugrana, dins l'homenatge a la Generació Helenio Herrera.

### Equips
- Vidreres
- Barcelona Aficionats
- Espanya Industrial
- FC Barcelona: 1956-1966

## Palmarès
- Copa de les Ciutats en Fires (3): 1955-58, 1958-60, 1965-66
- Lliga espanyola (2): 1959, 1960
- Copa del Rei (3): 1957, 1959, 1963